# قطعنامه ۲ شورای امنیت
قطعنامهٔ ۲ شورای امنیت سازمان ملل متحد که در تاریخ ۳۰ ژانویۀ ۱۹۴۶ تصویب شد، سندی بین‌المللی دربارهٔ بحران ایران است. این قطعنامه ایران و اتحاد جماهیر شوروی سوسیالیستی را به تلاش برای حل‌وفصل اختلافات مربوط حضور سربازان شوروی در خاک ایران، تشویق می‌کرد. شورای امنیت از طرفین دعوا درخواست کرد مذاکرات فی‌مابین دو طرف، پیگیری و دنبال شود. این قطعنامه طی نشست ۵اُم با ۱۱ رأی موافق، ۰ مخالف و ۰ ممتنع تصویب شد.